# Адхунтас
Адхунтас (исп. Adjuntas) — муниципалитет Пуэрто-Рико.
Расположен среди гор в центральной части острова, к северу от города Яуко, Гваянилья и Пеньюэлас; к юго-востоку от Утуадо; к востоку от Лареса и к северо-западу от Понсе. Находится примерно в двух часах езды на автомашине к западу от столицы Пуэрто-Рико г. Сан-Хуана.
На 2020 год население муниципалитета составляло 18 020 человек.
Площадь Адхунтас – 172,7 км² (10 место по этому показателю среди 78 муниципалитетов Пуэрто-Рико).
У Адхунтаса есть несколько широко распространённых названий. Одно из них — «La ciudad del gigante dormido» («Город спящего гиганта»). Это отсылка к одной из окружающих город гор, которую сравнивают со «спящим гигантом». Другое название — «La Suiza de Puerto Rico» («Швейцария Пуэрто-Рико»), из-за относительно прохладной погоды. В городе средняя годовая погода составляет 70 градусов по Фаренгейту. Ещё Адхунтас называют «La tierra de lagos» («Земля озер») из-за множества озер вокруг.
В Адхунтасе имеется небольшой аэропорт, который обслуживает частные самолеты. В муниципалитете 30 мостов.